# 1.Fußball-Club Schweinfurt 05 2000-2001
Questa voce raccoglie le informazioni riguardanti il 1.Fußball-Club Schweinfurt 05 nelle competizioni ufficiali della stagione 2000-2001.

## Stagione
Nella stagione 2000-2001 il Schweinfurt, allenato da Đurađ Vasić, concluse il campionato di Regionalliga sud al 3º posto e fu promosso in 2. Bundesliga.

## Rosa
| N. |                                 | Ruolo | Calciatore           |
| -- | ------------------------------- | ----- | -------------------- |
| 1  | Germania (bandiera)             | P     | Ralf Scherbaum       |
| 3  | Germania (bandiera)             | D     | Dirk Dorbath         |
| 4  | Serbia (bandiera)               | D     | Pero Škorić          |
| 5  | Germania (bandiera)             | C     | Dieter Wirsching     |
| 6  | Germania (bandiera)             | D     | Heiko Gröger         |
| 6  | Germania (bandiera)             | C     | Steffen Stockmann    |
| 7  | Germania (bandiera)             | C     | Jürgen Hein          |
| 8  | Germania (bandiera)             | C     | Kristian Sprecakovic |
| 9  | Germania (bandiera)             | C     | Matthias Gerhardt    |
| 11 | Germania (bandiera)             | A     | Josef Tuma           |
| 12 | Bosnia ed Erzegovina (bandiera) | A     | Velibor Teofilovic   |

| N. |                           | Ruolo | Calciatore                |
| -- | ------------------------- | ----- | ------------------------- |
| 14 | Germania (bandiera)       | A     | Florian Galuschka         |
| 20 | Turchia (bandiera)        | C     | Müjdat Karagöz            |
| 23 | Germania (bandiera)       | C     | Steffen Rögele            |
| 27 | Germania (bandiera)       | P     | Christian Tremel          |
|    | Serbia (bandiera)         | D     | Alija Cekovic             |
|    | Germania (bandiera)       | D     | Marc Diegmüller           |
|    | Serbia (bandiera)         | D     | Darko Ramovs              |
|    | Germania (bandiera)       | D     | Jens von Nida             |
|    | Rep. del Congo (bandiera) | C     | Francis Makaya-Tschitenbo |
|    | Germania (bandiera)       | C     | Sascha Zrnic              |
|    | Nigeria (bandiera)        | A     | Festus Agu                |

## Organigramma societario
Area tecnica
- Allenatore: Đurađ Vasić
- Allenatore in seconda:
- Preparatore dei portieri:
- Preparatori atletici:
- Analisi video:

## Calciomercato

### Sessione estiva
| Acquisti | Acquisti                  | Acquisti          | Acquisti |
| R.       | Nome                      | da                | Modalità |
| -------- | ------------------------- | ----------------- | -------- |
| A        | Frank Kuß                 | SC 04 Schwabach   |          |
| C        | Francis Makaya-Tschitenbo | Aalen             |          |
| C        | Steffen Stockmann         | Borussia Fulda    |          |
| D        | Jens von Nida             | SG 01 Hoechst     |          |
| C        | Borislav Vujanovic        | Wacker Burghausen |          |
| C        | Sascha Zrnic              | Stoccarda II      |          |

| Cessioni | Cessioni         | Cessioni     | Cessioni |
| R.       | Nome             | a            | Modalità |
| -------- | ---------------- | ------------ | -------- |
| A        | Frank Kuß        | Würzburg     |          |
| C        | Oliver Kröner    | Würzburg     |          |
| C        | Thorsten Seufert | Reutlingen   |          |
| C        | Stefan Simm      | TeBe Berlino |          |

### Sessione invernale
| Acquisti | Acquisti     | Acquisti          | Acquisti |
| R.       | Nome         | da                | Modalità |
| -------- | ------------ | ----------------- | -------- |
| D        | Darko Ramovs | Kickers Stoccarda |          |

| Cessioni | Cessioni           | Cessioni      | Cessioni |
| R.       | Nome               | a             | Modalità |
| -------- | ------------------ | ------------- | -------- |
| C        | Milorad Beslin     | OFK Kikinda   |          |
| C        | Borislav Vujanovic | Ingolstadt 04 |          |

## Risultati

### Regionalliga

#### Girone di andata
| Arbitro: | Frey |

|            |           |          |
| Fersch 58’ | Marcatori | 90’ Tuma |

| Arbitro: | Lange |

|                          |           |                     |
| Gerhardt 40’ Karagöz 47’ | Marcatori | 19’ de Wit 79’ Weis |

| Arbitro: | Trautmann |

|  |           |                 |
|  | Marcatori | 35’ Sprecakovic |

| Schweinfurt 19 agosto 2000, ore 14:30 CEST 4ª giornata | Schweinfurt 05 | 0 – 0 referto | Bayern Monaco II | Willy-Sachs-Stadion (2 000 spett.)\| Arbitro: \| Hofmann \| |
| Arbitro:                                               | Hofmann        |               |                  |                                                             |

| Arbitro: | Bauer |

|  |           |                              |
|  | Marcatori | 67’ Sprecakovic 85’ Gerhardt |

| Arbitro: | Pickel |

|                |           |                                              |
| Teofilovic 62’ | Marcatori | 26’ Schmiedel 29’, 73’ Amanatidīs 57’ Adrion |

| Arbitro: | Sahler |

|  |           |                      |
|  | Marcatori | 45’ Hein 82’ Karagöz |

| Arbitro: | Gruse |

|            |           |  |
| Gröger 42’ | Marcatori |  |

| Arbitro: | Walz |

|                               |           |                         |
| Dorbath 47’ Tuma 76’ Hein 84’ | Marcatori | 19’ Okic 42’ Hillebrand |

| Arbitro: | Brombacher |

|                                         |           |                                                               |
| Melunovic 18’, 89’ (rig.) Amstätter 44’ | Marcatori | 1’ Teofilovic 40’ Stockmann 73’ Tuma 74’ (aut.) Lache 81’ Agu |

| Arbitro: | Schiffner |

|                                     |           |  |
| Agu 37’ Stockmann 62’ Galuschka 84’ | Marcatori |  |

| Arbitro: | Palilla |

|                                 |           |                                      |
| Vysniauskas 8’ Bettenstaedt 25’ | Marcatori | 44’ Teofilovic 65’ Agu 88’ Stockmann |

| Arbitro: | Haupt |

|                           |           |                               |
| Agu 49’ Rögele 84’ (rig.) | Marcatori | 50’ Twellman 72’ (rig.) Fuchs |

| Arbitro: | Trautmann |

|                                            |           |         |
| Çetin 34’ Boehnke 35’ Weis 57’ (rig.), 77’ | Marcatori | 74’ Agu |

| Arbitro: | Berg |

|                                                                 |           |  |
| Agu 6’, 35’ Stockmann 18’, 73’ Rögele 48’ (rig.) Teofilovic 76’ | Marcatori |  |

| Arbitro: | Kiefer |

|  |           |            |
|  | Marcatori | 23’ Rögele |

| Arbitro: | Brych |

|                                    |           |             |
| Karagöz 70’ Galuschka 78’ Tuma 83’ | Marcatori | 39’ Lützler |

#### Girone di ritorno
| Arbitro: | Perl |

|                                    |           |            |
| Wirsching 42’ Gerhardt 86’ Agu 87’ | Marcatori | 68’ Fersch |

| Arbitro: | Wagner |

|                                            |           |               |
| Winkler 6’ Weis 21’ Latinovic 33’ Aziz 40’ | Marcatori | 88’ Stockmann |

| Arbitro: | Ortola-Knopp |

|  |           |           |
|  | Marcatori | 68’ Fritz |

| Arbitro: | Wezel |

|  |           |            |
|  | Marcatori | 37’ Ramovs |

| Arbitro: | Welz |

|  |           |                                            |
|  | Marcatori | 14’ Bodenstein 60’ Petry 70’ (aut.) Gröger |

| Arbitro: | Brombacher |

|          |           |         |
| Haas 88’ | Marcatori | 75’ Agu |

| Arbitro: | Bauer |

|  |           |           |
|  | Marcatori | 75’ Würll |

| Arbitro: | Lippus |

|                                      |           |          |
| Simon 29’ Barlecaj 41’ Lindinger 43’ | Marcatori | 78’ Tuma |

| Arbitro: | Friedrichs |

|               |           |              |
| Coulibaly 25’ | Marcatori | 90’ Gerhardt |

| Arbitro: | Edinger |

|                                  |           |  |
| Tuma 48’ Sprecakovic 75’ Agu 89’ | Marcatori |  |

| Arbitro: | Kiefer |

|                                |           |          |
| Treitl 60’ Mason 61’ Jović 64’ | Marcatori | 82’ Tuma |

| Arbitro: | Trautmann |

|                                                  |           |                |
| Rögele 41’ (rig.) Sprecakovic 86’ Teofilovic 90’ | Marcatori | 75’ Anagnostou |

| Arbitro: | Palilla |

|            |           |            |
| Wohland 8’ | Marcatori | 89’ Rögele |

| Schweinfurt 12 maggio 2001, ore 14:30 CEST 31ª giornata | Schweinfurt 05 | 0 – 0 referto | Karlsruhe | Willy-Sachs-Stadion (4 675 spett.)\| Arbitro: \| Raquet \| |
| Arbitro:                                                | Raquet         |               |           |                                                            |

| Arbitro: | Lange |

|             |           |  |
| Gerlach 85’ | Marcatori |  |

| Arbitro: | Stark |

|                                |           |  |
| Agu 34’ Tuma 68’ Wirsching 79’ | Marcatori |  |

| Arbitro: | Kircher |

|               |           |            |
| Harlander 74’ | Marcatori | 68’ Gröger |

## Statistiche

### Statistiche di squadra
| Competizione     | Punti | In casa | In casa | In casa | In casa | In casa | In casa | In trasferta | In trasferta | In trasferta | In trasferta | In trasferta | In trasferta | Totale | Totale | Totale | Totale | Totale | Totale | DR  |
| Competizione     | Punti | G       | V       | N       | P       | Gf      | Gs      | G            | V            | N            | P            | Gf           | Gs           | G      | V      | N      | P      | Gf     | Gs     | DR  |
| ---------------- | ----- | ------- | ------- | ------- | ------- | ------- | ------- | ------------ | ------------ | ------------ | ------------ | ------------ | ------------ | ------ | ------ | ------ | ------ | ------ | ------ | --- |
| Regionalliga sud | 57    | 17      | 9       | 4       | 4       | 33      | 18      | 17           | 7            | 5            | 5            | 24           | 25           | 34     | 16     | 9      | 9      | 57     | 43     | +14 |
| Totale           | 57    | 17      | 9       | 4       | 4       | 33      | 18      | 17           | 7            | 5            | 5            | 24           | 25           | 34     | 16     | 9      | 9      | 57     | 43     | +14 |

### Andamento in campionato
| Giornata  | 1  | 2  | 3 | 4 | 5 | 6 | 7 | 8 | 9 | 10 | 11 | 12 | 13 | 14 | 15 | 16 | 17 | 18 | 19 | 20 | 21 | 22 | 23 | 24 | 25 | 26 | 27 | 28 | 29 | 30 | 31 | 32 | 33 | 34 |
| --------- | -- | -- | - | - | - | - | - | - | - | -- | -- | -- | -- | -- | -- | -- | -- | -- | -- | -- | -- | -- | -- | -- | -- | -- | -- | -- | -- | -- | -- | -- | -- | -- |
| Luogo     | T  | C  | T | C | T | C | T | C | C | T  | C  | T  | C  | T  | C  | T  | C  | C  | T  | C  | T  | C  | T  | C  | T  | T  | C  | T  | C  | T  | C  | T  | C  | T  |
| Risultato | N  | N  | V | N | V | P | V | V | V | V  | V  | V  | N  | P  | V  | V  | V  | V  | P  | P  | V  | P  | N  | P  | P  | N  | V  | P  | V  | N  | N  | P  | V  | N  |
| Posizione | 10 | 12 | 7 | 8 | 3 | 6 | 3 | 3 | 2 | 1  | 1  | 1  | 1  | 2  | 2  | 2  | 2  | 1  | 2  | 2  | 2  | 2  | 2  | 2  | 2  | 3  | 3  | 3  | 3  | 3  | 3  | 3  | 3  | 3  |

Legenda:

Luogo: C = Casa; T = Trasferta. Risultato: V = Vittoria; N = Pareggio; P = Sconfitta.

### Statistiche dei giocatori
| F. Agu               | 22 | 11 | 6  | 0 |
| M. Beslin            | 1  | 0  | 0  | 0 |
| A. Cekovic           | 6  | 0  | 1  | 0 |
| M. Diegmüller        | 3  | 0  | 0  | 0 |
| D. Dorbath           | 31 | 1  | 2  | 0 |
| F. Galuschka         | 20 | 2  | 0  | 0 |
| M. Gerhardt          | 32 | 4  | 3  | 0 |
| H. Gröger            | 32 | 2  | 4  | 1 |
| J. Hein              | 25 | 2  | 3  | 0 |
| M. Karagöz           | 34 | 3  | 11 | 0 |
| F. Makaya-Tschitenbo | 0  | 0  | 0  | 0 |
| D. Ramovs            | 11 | 1  | 4  | 0 |
| S. Rögele            | 34 | 5  | 6  | 0 |
| R. Scherbaum         | 32 | 0  | 0  | 0 |
| K. Sprecakovic       | 31 | 4  | 2  | 0 |
| S. Stockmann         | 31 | 6  | 4  | 0 |
| V. Teofilovic        | 27 | 5  | 2  | 0 |
| C. Tremel            | 2  | 0  | 0  | 0 |
| J. Tuma              | 31 | 8  | 6  | 0 |
| D. Wirsching         | 29 | 2  | 3  | 0 |
| S. Zrnic             | 6  | 0  | 0  | 0 |
| J. von Nida          | 1  | 0  | 0  | 0 |
| P. Škorić            | 31 | 0  | 8  | 0 |